# Zscheppelende

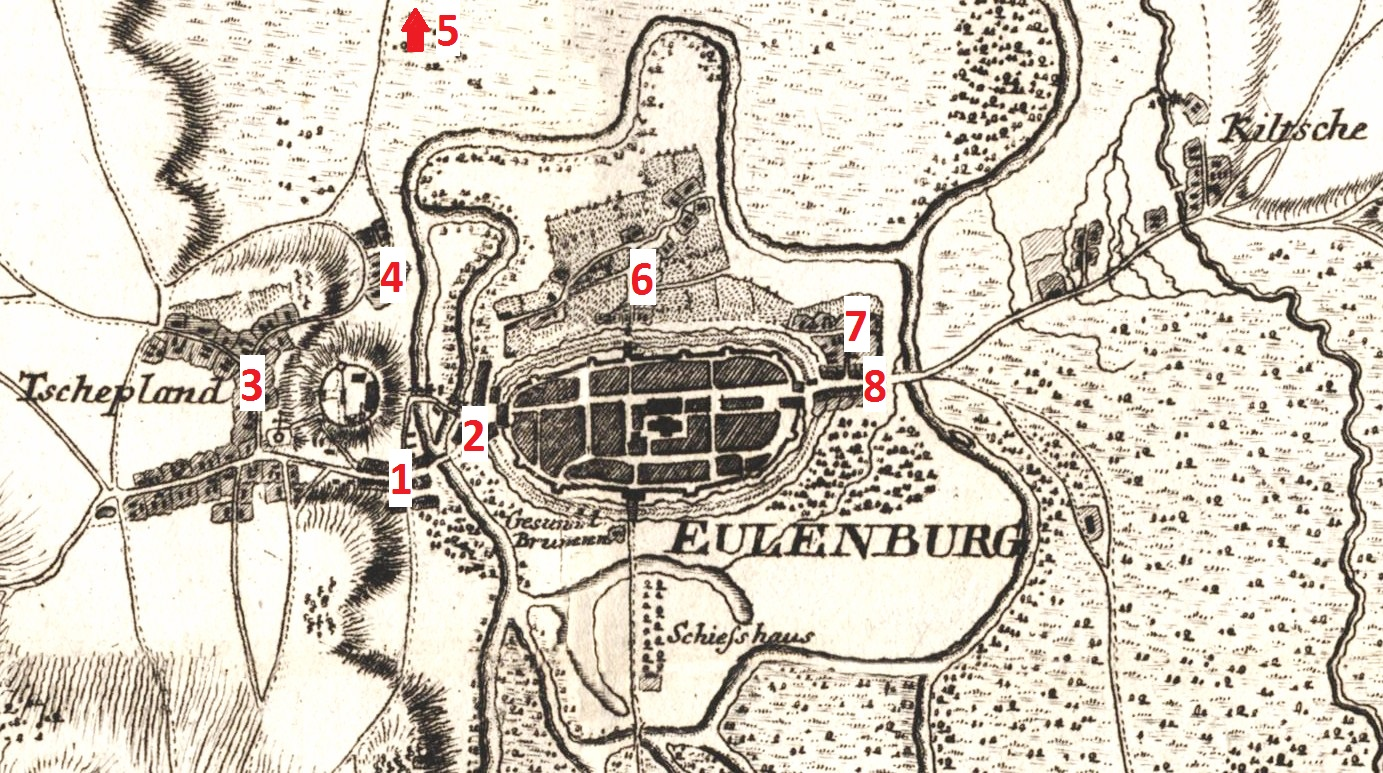
Die Cabinetskarte (1762) von Isaak Jacob von Petri gibt einen Überblick über Eilenburg und seine Vorstädte:
(1) Sand-Gemeinde
(2) Leipziger Steinweg
(3) Zscheppelende
(4) Tal-Gemeinde
(5) Hainichen
(6) Hinterstadt
(7) Gassen-Gemeinde
(8) Torgauer Steinweg

Zscheppelende war eine Gemeinde im Amt Eilenburg und ab 1815 im Landkreis Delitzsch. Der Ort war als Amtsdorf nicht schriftsässig und zählte zu den Acht Vorstädten von Eilenburg. Er befand sich westlich der Burg Eilenburg, die wiederum westlich vom Kernstadtgebiet Eilenburgs auf dem Hochufer der Mulde liegt. Das Dorfgebiet erstreckte sich über die heutige Hallesche und Marienstraße. In Zscheppelende lag das Gut Eulenfeld.

## Geschichte
Die Gemeinde wurde 1421 erstmals als Czeppeler ende erwähnt, es wird jedoch eine Besiedlung des Gebietes noch durch die Sorben angenommen. Die nahegelegene Marienkirche soll um 940 zur Missionierung des Dorfes errichtet worden sein. 1820 vernichtete ein Feuer sechs Häuser. Am 9. April 1856 wurde Zscheppelende nach Eilenburg eingemeindet. In der Folge verlor der neue Stadtteil seine ländliche Prägung. Um die Jahrhundertwende entstanden in der Halleschen Straße neue Wohn- und Geschäftsbauten sowie das städtische Krankenhaus (1898), die Zuckerwarenfabrik Friedrich und Henze (1903) und die Bergschule (1904), für die der ehemalige Dorfanger mit seinen zwei Teichen weichen musste.
1551 lebten in Zscheppelende 25 besessene Mann, zehn Inwohner und fünf Hausgenossen, 1747 wurden 36 Gärtner mit 4 2/3 Hufen Land gezählt.